# 8 cm Raketen-Vielfachwerfer

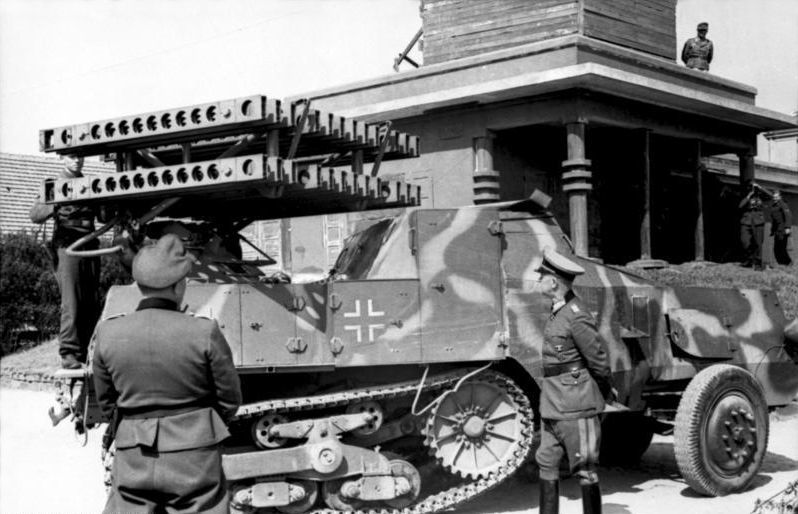
80-мм реактивная система залпового огня «Ракетен-Фильфахверфер». Северная Франция. 30 мая 1944

80-мм реактивная система залпового огня «Ракетен-Фильфахверфер» (нем. 8 cm Raketen-Vielfachwerfer) — немецкая самоходная 80-мм реактивная система залпового огня на полугусеничной базе немецкого бронеавтомобиля Sd.Kfz 4 «Maultier» или трофейного французского полугусеничного артиллерийского тягача Somua MCG времён Второй мировой войны.

## История
В 1942 году советская самоходная артиллерийская установка (САУ) класса реактивных систем залпового огня БМ-8-24 послужила прототипом для создания аналогичной системы в германской армии. Верховное главнокомандование вермахта (как писали в советской пропагандистской литературе: «спрятав в карман нацистскую спесь») отдало приказ о детальном изучении конструкции советских ракет и создании аналогичной системы.

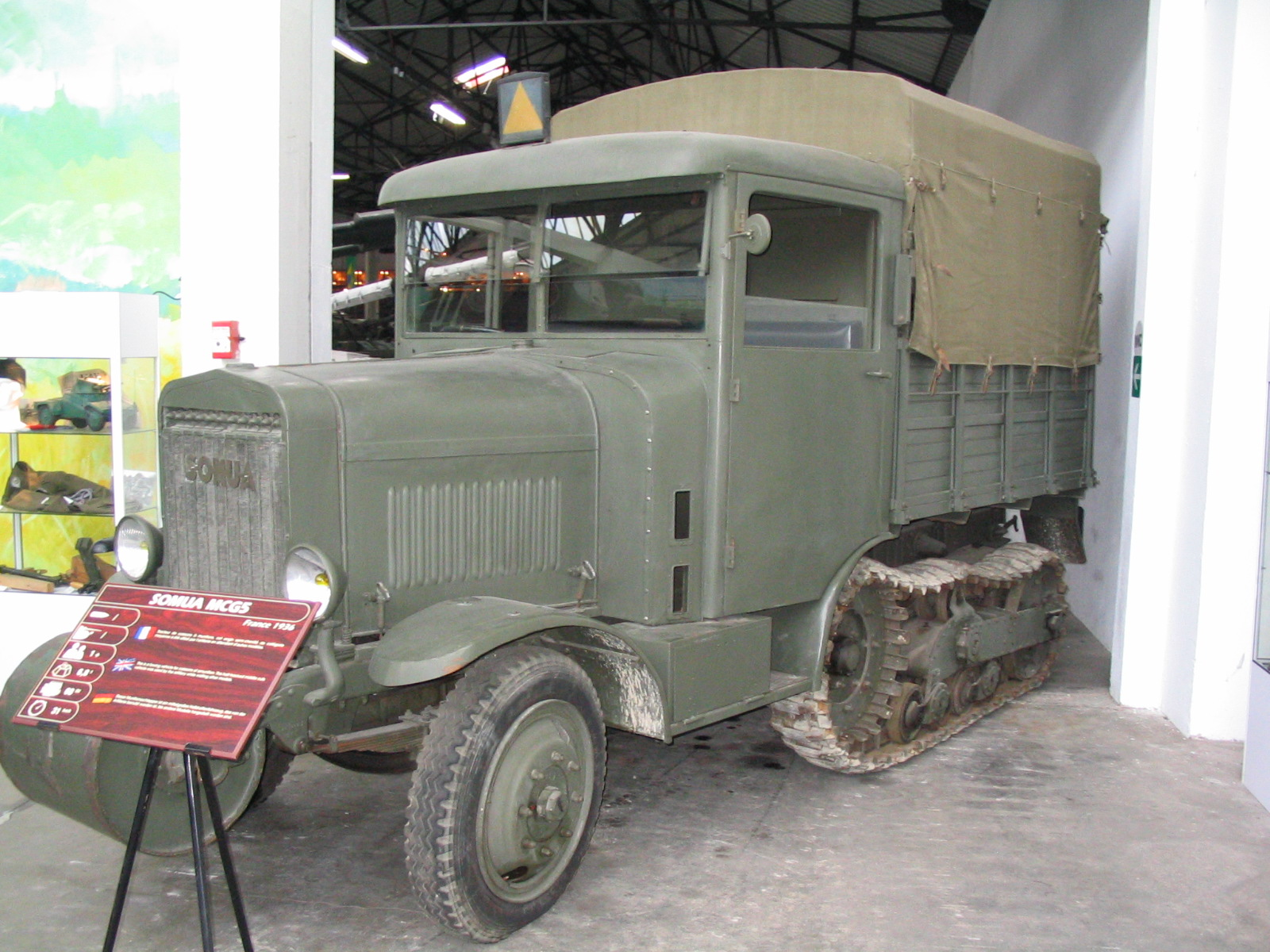
Полугусеничный тягач SOMUA MCG

Реализация этой задачи была поручена заводу Waffenwerke Brünn (бывшие заводы Česka Zbrojovka в Брно), который до конца 1943 года разработал модифицированный образец оперённого РС М-8 8 cm R.Sprgr. калибром 78-мм. Характеристики ракеты были сходны с М-8, но точность стрельбы благодаря вращению, сообщаемому четырьмя стабилизаторами (установленными под углом 1,5° к оси снаряда), была выше, чем у советского образца (хотя ниже чем у немецких турбореактивных мин). Подверглась изменениям и конструкция головной части ракеты. Электрический запал был вынесен на один из ведущих поясков, что благоприятно отразилось на надёжности ракеты. В целом 8 cm Wurfgranate Spreng (такое обозначение получил новый тип реактивного снаряда) оказалась более удачной, чем её советский прототип (при этом непонятно, почему их выпустили в мизерном количестве). Фактически скопирована и сама советская пусковая установка: 48 направляющих непривычного для немцев рельсового типа монтировались на бронетранспортёре, для которого использовались различные шасси — полугусеничного автомобиля «Мул», на котором взамен 15-см десятиствольного миномета установлено 48 направляющих 8-см ракет, или трофейный французский полугусеничный автомобиль «Сомуа» MCL. Установка преимущественно использовалась частями СС и получила среди солдат вермахта прозвище «Орга́н Гиммлера». В июле 1943 года выпущено 15 тыс. 8-см снарядов. Их производили и позднее, но данных о количестве нет. С 8-см реактивными установками оснащены 521-я и 522-я батареи реактивных установок войск СС.

## ТТХ ракет
|                                                               | Реактивного снаряда М-8   | 8 cm Wurfgranate Spreng |
| ------------------------------------------------------------- | ------------------------- | ----------------------- |
| Калибр, мм:                                                   | 82                        | 78                      |
| Длина, мм:                                                    | 675                       | 725                     |
| Масса, кг:                                                    | 7,92                      | 6,6                     |
| Масса боевой части, кг:                                       | 2,79                      | 3,345                   |
| Масса топлива, кг:                                            | 1,18 порохового двигателя | 1,085                   |
| Вес взрывчатого вещества, кг:                                 | 0,6                       | 0,64                    |
| Максимальная скорость, м/с:                                   | 315                       | 320                     |
| Максимальная дальность, км:                                   | 5,515                     | 5,8                     |
| Отклонения при максимальной дальности стрельбы, м: продольное | 105                       | 104                     |
| Отклонения при максимальной дальности стрельбы, м: боковое    | 220                       | 175                     |

Всё по